# Pitcairnia moritziana
Pitcairnia moritziana är en gräsväxtart som beskrevs av Karl Heinrich Koch och Carl David Bouché. Pitcairnia moritziana ingår i släktet Pitcairnia och familjen Bromeliaceae. Inga underarter finns listade i Catalogue of Life.